# Dahabieh
Un dahabieh est un type de bateau fluvial spécifique à l'Égypte, comme les sandals et les felouques, plus petits.
Depuis les temps les plus reculés, les déplacements en Égypte ne pouvaient se faire que par bateau, les crues du Nil empêchant d'établir un vrai système de routes longeant le fleuve.

## Description
La barque solaire de Khéops est certainement la première forme de « dahabieh » connue. Durant l'Égypte romaine, les dahabiehs sont les voiliers utilisés par les préfets romains. Ils servaient d’hôtel flottant aux voyageurs fortunés au XIXe siècle. Au début du XXe siècle, ils furent utilisés en maisons flottantes amarrées sur les rives du Nil au Caire.
Ces voiliers sont assez longs (plus d'une trentaine de mètres), et effilés (largeur d'environ sept mètres), d'un faible tirant d'eau (60 cm) et portant une énorme voile latine à l'avant et une plus petite à l'arrière.
Ressemblant à des canges, ils servaient également à transporter nourriture, cuisine et autres chargements qui ne pouvaient pas tenir facilement sur les canges trop étroites.
Il existe à l'heure actuelle, des copies modernes de dahabiehs qui naviguent sur le Nil. Certaines ont des dimensions démesurées, présentant jusqu'à dix cabines et mesurant jusqu'à soixante mètres de long, ce qui n'était évidemment pas le cas des authentiques dahabiehs.
Celle du dernier vice-roi d'Égypte, le khédive Abbas II, a été restaurée à l'identique. La plus ancienne dahabieh qui navigue de nos jours sur le Nil en Égypte entre Louxor et Assouan est la dahabieh Dongola ; elle été restaurée par ses propriétaires successifs.

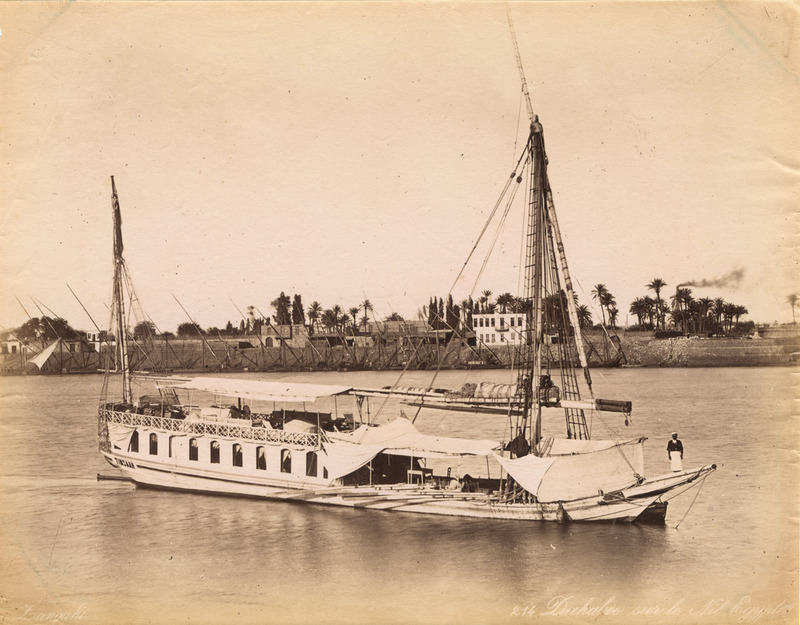
Frères Zangaki, dahabieh sur le Nil, photographie, vers 1880.